# Марквард I фон Золмс
Марквард I фон Золмс-Кьонигсберг (на немски: Marquard I von Solms-Königsberg; † между 7 март и 30 септември 1255) e граф на Золмс-Кьонигсберг (1225 – 1255).

## Биография
Той е вторият син на граф Хайнрих фон Золмс († 1213). Името на майка му не е известно. По-големият му брат е Хайнрих I фон Золмс († 1260). Внук е на граф Марквард фон Золмс († 1141).
През 1240 г. граф Марквард I построява замък Кьонигсберг, който става негова резиденция.
Около 1250 г. графството Золмс е разделено на териториите Золмс-Бургзолмс (до 1416), Золмс-Кьонигсберг (до 1363) и Золмс-Браунфелс. Марквард получава Кьонигсберг (днес в Бибертал, Среден Хесен).

## Фамилия
Марквард I се жени за Кристина фон Изенбург-Кемпених († 9 май 1283), дъщеря на Ремболд фон Изенбург-Кемпених († ок. 1220) и Хедвиг фон Кемпених. Те имат децата:
- Райнболд I († 1279), граф на Золмс-Кьонигсберг, женен пр. 29 януари 1267 г. за Елизабет фон Вилденбург († сл. 25 април 1303)
- Арнолд († 19 юли 1296), епископ на Бамберг (1286 – 1296)
- Конрад I фон Золмс († сл. юни 1309), каноник в Св. Гереон в Кьолн (1275 – 1279), приор в Реес (1285), домхер в Бамберг (1296), дякон в Св. Гереон в Кьолн (1300), дякон във Вецлар (1309)
- Гобело фон Золмс († сл. 1249), домхер в Трир 1249 г.